# Spišská Nová Ves
Spišská Nová Ves er en by i det østlige Slovakiet, med et indbyggertal (pr. 2006) på ca. 38.000. Byen ligger i regionen Košice, ved bredden af floden Hornád.

## Eksterne links
- Officielle hjemmeside

- Wikimedia Commons har flere filer relateret til Spišská Nová Ves

- Wikimedia Commons har flere filer relateret til Spišská Nová Ves